# Invermere
Invermere è una municipalità distrettuale del Canada, situata in Columbia Britannica, nel distretto regionale di East Kootenay.